# 4.º distrito congresional de Oklahoma
El 4.º distrito congresional es un distrito congresional que elige a un Representante para la Cámara de Representantes de los Estados Unidos por el estado de Oklahoma.  Según la Oficina del Censo, en 2011 el distrito tenía una población de 774 306 habitantes. Actualmente el distrito está representado por el Republicano Tom Cole.

## Geografía
El 4.º distrito congresional se encuentra ubicado en las coordenadas 34°35′12″N 97°45′1″O / 34.58667, -97.75028.

## Demografía
Según la Oficina del Censo de los Estados Unidos, en 2011 había 774 306 personas residiendo en el 4.º distrito congresional. De los 774 306 habitantes, el distrito estaba compuesto por 649 190 (83.8%) blancos; de esos, 600 902 (77.6%) eran blancos no latinos o hispanos. Además 49 573 (6.4%) eran afroamericanos o negros, 40 729 (5.3%) eran nativos de Alaska o amerindios, 16 045 (2.1%) eran asiáticos, 1 379 (0.2%) eran nativos de Hawái o isleños del Pacífico, 12 728 (1.6%) eran de otras razas y 52 950 (6.8%) pertenecían a dos o más razas. Del total de la población 55 817 (7.2%) eran hispanos o latinos de cualquier raza; 41 774 (5.4%) eran de ascendencia mexicana, 4 360 (0.6%) puertorriqueña y 318 (0%) cubana. Además del inglés, 1 293 (4.3%) personas mayor a cinco años de edad hablaban español perfectamente.
El número total de hogares en el distrito era de 290 973, y el 68.7% eran familias en la cual el 31.1 tenían menores de 18 años de edad viviendo con ellos. De todas las familias viviendo en el distrito, solamente el 52.3% eran matrimonios. Del total de hogares en el distrito, el 4.7 eran parejas que no estaban casadas, mientras que el 0.4% eran parejas del mismo sexo. El promedio de personas por hogar era de 2.56. 
En 2011 los ingresos medios por hogar en el distrito congresional eran de US$47 310, y los ingresos medios por familia eran de US$70 476. Los hogares que no formaban una familia tenían unos ingresos de US$95 958. El salario promedio de tiempo completo para los hombres era de US$41 534 frente a los US$31 363 para las mujeres. La renta per cápita para el distrito era de US$23 702. Alrededor del 10% de la población estaban por debajo del umbral de pobreza.